# Mictyris

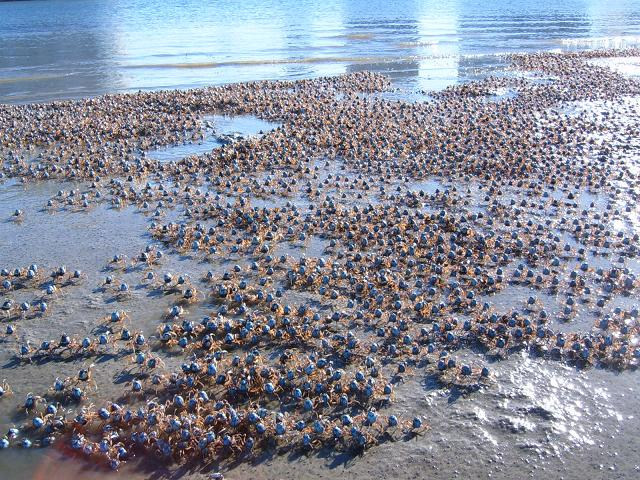
Велика група Mictyris longicarpus на мулистій рівнині. Золотий берег, Австралія.

Mictyris — рід яскраво забарвлених крабів, розміщений у власній родині Mictyridae. Населяє район Індійського і Тихого океанів. Ці краби збираються на мулистих рівнинах під час відпливу або на пляжах у групи з кількох тисяч особин та фільтрують мул, знаходячи там мікроскопічних організмів, якими вони й живляться. Перед припливом та у випадку загрози вони закопуються у мул, рухаючись як коркотяг. Слугують кормом для прибережних птахів.